# Riccardo Carapellese
Riccardo Carapellese (Ceriñola, Provincia de Foggia, Italia, 1 de julio de 1922 - Rapallo, Provincia de Génova, Italia, 20 de octubre de 1995) fue un futbolista y director técnico italiano. Se desempeñaba en la posición de delantero.

## Selección nacional
Fue internacional con la selección de fútbol de Italia en 16 ocasiones y marcó 10 goles. Debutó el 9 de noviembre de 1947, en un encuentro amistoso ante la selección de Austria que finalizó con marcador de 5-1 a favor de los austriacos.

### Participaciones en Copas del Mundo
| Mundial                        | Sede   | Resultado    |
| ------------------------------ | ------ | ------------ |
| Copa Mundial de Fútbol de 1950 | Brasil | Primera fase |

## Clubes

### Como futbolista
| Club            | País   | Año         |
| --------------- | ------ | ----------- |
| Magnadyne       | Italia | 1939 - 1940 |
| Torino F. C.    | Italia | 1940 - 1942 |
| Spezia Calcio   | Italia | 1942 - 1943 |
| Casale Calcio   | Italia | 1943 - 1944 |
| Vigevano Calcio | Italia | 1945        |
| Calcio Como     | Italia | 1945 - 1946 |
| Novara Calcio   | Italia | 1946        |
| A. C. Milan     | Italia | 1946 - 1949 |
| Torino F. C.    | Italia | 1949 - 1952 |
| Juventus F. C.  | Italia | 1952 - 1953 |
| Genoa C F. C.   | Italia | 1953 - 1957 |
| Calcio Catania  | Italia | 1957 - 1959 |
| Ternana Calcio  | Italia | 1961 - 1962 |

### Como entrenador
| Club                  | País   | Año         |
| --------------------- | ------ | ----------- |
| Finale Ligure         | Italia | 1959 - 1960 |
| A. C. Sammargheritese | Italia | 1960 - 1961 |
| Ternana Calcio        | Italia | 1961 - 1964 |
| Salernitana Calcio    | Italia | 1964 - 1965 |
| F. C. Savoia          | Italia | 1972 - 1973 |

## Palmarés

### Como futbolista

#### Campeonatos nacionales
| Título  | Club           | País   | Año     |
| ------- | -------------- | ------ | ------- |
| Serie D | Ternana Calcio | Italia | 1963-64 |